# 蒲田川
蒲田川（がまたがわ）は、神通川水系高原川支流の一級河川。上流域は中崎尾根により左俣谷と右俣谷に分かれる。飛騨山脈の錫杖岳・笠ヶ岳・抜戸岳東麓に水源を持つ左俣谷と、穂高岳・南岳・槍ヶ岳西麓に水源を持つ右俣谷が源流で、新穂高温泉付近で合流し山を下って栃尾温泉付近で高原川に合流する。合流までに1000m以上を下る急流で古くから水害が多い。
流域には新穂高温泉及び栃尾温泉があるため水温は冬でも高く、イワナなどが釣れるため渓流釣りの漁場として知られる。川沿いに岐阜県道475号槍ヶ岳公園線が通る。

## 主な支流
- 足洗川
  - 足洗谷
  - 割谷
- 外ヶ谷
- 右俣谷
  - 小鍋谷
  - 白出沢
  - 滝谷
  - 飛騨沢
- 左俣谷
  - 秩父沢
  - 穴毛谷
- クリヤ谷
- 洞谷

## 利水施設
- 北陸電力 中崎発電所
- 北陸電力 栃尾発電所（取水：蒲田川、放水：高原川）

## 防災施設
蒲田川流域は北アルプスの重荒廃地に属し、度々土石流や雪崩被害が発生するため、住民および観光客の安全を確保するための砂防施設が多数設けられている。主な施設には次のようなものがある。
- 神坂砂防堰堤
- 地獄平砂防堰堤
- 右俣谷砂防堰堤群
- 左俣谷砂防堰堤群
- 洞谷流路工